# Lachnothorax
Lachnothorax is een geslacht van kevers uit de familie van de loopkevers (Carabidae). De wetenschappelijke naam van het geslacht is voor het eerst geldig gepubliceerd in 1862 door Motschulsky.

## Soorten
Het geslacht Lachnothorax omvat de volgende soorten:
- Lachnothorax biguttatus Motschulsky, 1862
- Lachnothorax inornatus Baehr, 1996
- Lachnothorax lunatus (Liebke, 1931)
- Lachnothorax nossibianus (Fairmaire, 1880)
- Lachnothorax philippinus Baehr, 1996
- Lachnothorax pustulatus (Dejean, 1831)
- Lachnothorax tokkia Gestro, 1875